# Triệu Vy
Triệu Vy (giản thể: 赵薇; phồn thể: 趙薇; bính âm: Zhào Wēi, tiếng Anh: Zhao Wei, Vicki Zhao, sinh ngày 12 tháng 3 năm 1976) là một nữ diễn viên, ca sĩ kiêm nhà làm phim người Trung Quốc. Cô được đánh giá là một trong những nữ diễn viên Trung Quốc xuất sắc nhất trong thế hệ của mình, và thường được biết đến khi là một trong bốn diễn viên nổi bật trong Tứ đại Hoa đán.
Trong thời gian đang học tại Học viện Điện ảnh Bắc Kinh, Triệu Vy đã trở thành một nhân vật nổi bật ở tầm quốc gia và khu vực sau một đêm với vai diễn Tiểu Yến Tử trong bộ phim truyền hình Hoàn Châu cách cách (1998–1999), bộ phim giúp cô giành giải Kim Ưng cho nữ diễn viên xuất sắc nhất. Kể từ đó, cô dần trở thành nữ diễn viên chủ chốt qua nhiều vai diễn trong các bộ phim gồm Tân dòng sông ly biệt (2001), Đội bóng Thiếu Lâm (2001), Kinh hoa yên vân (2005), Họa bì (2008) và Con yêu quý (2014), bộ phim đã giúp cô giành giải Kim Tượng cho nữ diễn viên chính xuất sắc nhất.
Triệu Vy còn dấn thân sang con đường làm phim với bộ phim đầu tay So Young (2013), gặt hái thành công lớn cả về chuyên môn lẫn thương mại. Ngoài sự nghiệp điện ảnh, cô còn là một ca sĩ khi cho ra mắt bảy album và đồng thời còn là đối tác sở hữu lớn thứ hai của Alibaba Pictures, đơn vị sản xuất phim trực thuộc Alibaba Group. Với những đóng góp lớn trong suốt sự nghiệp của mình, cô đã giành được một số giải thưởng cao quý và được tạp chí Forbes vinh danh trong danh sách 100 ngôi sao nổi tiếng Trung Quốc qua nhiều năm ở các thứ hạng khác nhau. Tuy nhiên, do vướng phải một số rắc rối lớn trong sự nghiệp, cô đã bị chính quyền Trung Quốc cấm tham gia mọi hoạt động nghệ thuật kể từ năm 2021.

## Những năm đầu đời
Sinh ra và lớn lên tại Vu Hồ, An Huy, Triệu Vy là con thứ hai của Triệu Gia Hải (tiếng Trung: 赵家海; bính âm: Zhào Jiāhǎi), một kỹ sư, còn mẹ là bà Ngụy Khải Dĩnh (tiếng Trung: 魏启颖; bính âm: Wèi Qǐyǐng) làm giáo viên tiểu học.  Cô có một người anh trai là Triệu Kiện (tiếng Trung: 赵健; bính âm: Zhào Jiān; sinh năm 1971). Sau khi học xong cấp 3, Triệu Vy đã nhập học trường Phổ thông Vu Hồ, là một trường giáo dục địa phương chuyên đào tạo sinh viên trở thành giáo viên tiểu học. Tại đây cô cũng đã được học về piano, vũ công và nghệ thuật thư pháp.

## Sự nghiệp

### Thời gian đầu sự nghiệp (1994-1997)
Năm 1993, trong thời gian Triệu Vy vẫn đang học, bộ phim  Họa Hồn (1994), đạo diễn Huang Shuqin, ngôi sao Củng Lợi, và Derek Yee, đã quay tại Whuhu. Triệu Vy đã diễn xuất trong vai một cô gái điếm trẻ sống trong nhà thổ, đây là trải nghiệm diễn xuất đầu tiên của cô. Cô đã xuất hiện ngắn tại đầu phim và không có đối thoại.
Triệu Vy đã phát triển sự đam mê mạnh mẽ sau trải nghiệm đầu tiên đó , và đã quyết định trở thành một diễn viên. Năm 1994, sau khi tốt nghiệp từ trường Phổ thông Whuhu, cô đã từ bỏ công việc của mình khi đó là giáo viên tiểu học. Cô chuyển từ quê nhà tới Thượng Hải và đã tham gia học tại Học viên Ngôi sao Xie Jin, ngôi trường dạy diễn xuất được sáng lập bởi đạo diễn Trung Quốc Xie Jin, nơi cô đã nhận được sự huấn luyện diễn xuất bài bản trong thời gian 1994-1995. Cô cũng được chọn bởi Xie Jin để đóng trong bộ phim của ông là Penitentiary Angel (1996). Đây là vai diễn quan trọng đầu tiên của cô. Mặc dù cô thấy cô diễn không được tốt lắm, Triệu Vy đã xem nó là một trải nghiệm quý báu và là một sự khởi đầu tốt cho sự nghiệp của cô. Bộ phim đã giúp cô dành được các vai khác trong các bộ phim truyền hình bao gồm bộ phim  Sisters in Beijing (1996), phim mà cô đóng vai chính lần đầu. "Tôi quá trẻ để nhập vai", cô đã nói, "nhưng bạn đã từng diễn trong một bộ phim bởi một đạo diễn nổi tiếng, bất kể bạn làm tốt như thế nào, các đạo diễn kém nổi tiếng hơn cũng sẽ muốn bạn diễn".
Năm 1996, cô khiến mọi người ngỡ ngàng khi đứng đầu bảng trong kỳ thi tuyển vào Học viện điện ảnh Bắc Kinh với số điểm 80, đồng thời trở thành hoa khôi ở trường. Sau khi vào đại học, Triệu Vy vẫn luôn sở hữu thành tích học tập xuất sắc: trong 14 môn học, có 2 môn loại A, 9 môn loại A- và trở thành sinh viên ưu tú của Học viện khóa 1996-2000. Chưa dừng ở đó, năm 2006 cô thi đậu vào hệ thạc sĩ nghệ thuật khoa đạo diễn của Học viện điện ảnh Bắc Kinh. Đồ án tốt nghiệp của Triệu Vy đạt điểm 99, số điểm cao nhất trong lịch sử khoa đạo diễn với tác phẩm nổi tiếng "Anh Có Thích Nước Mỹ Không?"

### Từ 1998 đến 2001
Sau khi đảm nhận một số vai nhỏ trong một số phim truyền hình và điện ảnh, Triệu Vy lần đầu tiên được đảm nhận vai chính trong phim truyền hình Chị em gái đến Bắc Kinh. Cũng chính lúc này, cô được nữ văn sĩ Quỳnh Dao để mắt tới. Bà nhận thấy Triệu Vy tuy hơi tròn trĩnh một chút nhưng là một cô gái thông minh. Năm 1997, Triệu Vy phải giảm cân và nhận vai chính trong bộ phim truyền hình của Quỳnh Dao mang tên Hoàn Châu Cách Cách. Bộ phim nổi tiếng một cách nhanh chóng, trở thành cơn sốt trên nhiều nước châu Á, đưa tên tuổi Triệu Vy cùng các bạn diễn Tô Hữu Bằng, Lâm Tâm Như, Châu Kiệt lên hàng các ngôi sao mới nổi.
Năm 1999, Triệu Vy trở thành nữ diễn viên trẻ nhất được nhận giải Kim Kê cho diễn viên chính xuất sắc nhất. Từ đó, Triệu Vy tiếp tục nổi tiếng với những bộ phim truyền hình và đã xuất bản những album nhạc riêng của mình. Những album này đều bán rất chạy.
Năm 2001, Triệu Vy tham gia bộ phim Đội bóng Thiếu lâm của đạo diễn, diễn viên kiêm nhà sản xuất phim nổi tiếng Châu Tinh Trì của Hồng Kông. Trong phim, Triệu Vy đóng vai A Mai, một cô gái làm bánh xấu xí, khác hẳn với hình ảnh xinh đẹp của cô trong Hoàn Châu Cách Cách. Triệu Vy đã nhận xét về vai diễn này của mình: "Bạn có thấy không? Tôi trông thật xấu xí trong hình dáng đó". Tuy nhiên, qua vai diễn này, Triệu Vy thấy rằng cô đã học được nhiều điều. "Tôi muốn được thử thách", Triệu Vy phát biểu trong một cuộc phỏng vấn, "và anh ấy thật sự đã thử thách tôi. Ở Trung Quốc, mọi người nghĩ rằng tôi xinh đẹp, nhưng anh ấy không để cho tôi xinh đẹp. Mọi người nói rằng tôi có đôi mắt to. Anh ấy làm cho chúng nhỏ lại. Những vai diễn trước đây của tôi là những vai nghịch ngợm, tự do. Trong phim này, tôi thực sự phải nhẫn nhục. Những gì tôi làm trước đây, anh ấy đều làm ngược lại".
Cũng trong năm 2001, Triệu Vy tham gia vào một bộ phim truyền hình khác của Quỳnh Dao mang tên Tân dòng sông ly biệt (bộ phim này được làm lại từ bộ phim Dòng sông ly biệt (1986), do 2 diễn viên chính là Tần Hán và Lưu Tuyết Hoa đóng). Trong phim, Triệu Vy đảm nhận vai Lục Y Bình, một cô gái xinh đẹp, có tính khí mạnh mẽ, kiên cường, nhưng lại đầy lòng hằn thù. Triệu Vy lại một lần nữa được tái ngộ với các bạn diễn của cô trong phim Hoàn Châu Cách Cách là Tô Hữu Bằng, Lâm Tâm Như. Vai diễn này thực sự giúp Triệu Vy thoát khỏi hình ảnh của nàng Tiểu Yến Tử hoạt bát, nhí nhảnh trong Hoàn Châu Cách Cách. Sau đó, Triệu Vy tiếp tục tham gia bộ phim Thiên hạ vô song của đạo diễn Vương Gia Vệ cùng các bạn diễn là Lương Triều Vĩ, Vương Phi. Trong phim Triệu Vy vào vai Lương Tiểu Muội.

### Từ 2002 đến nay
Năm 2002, Triệu Vy cùng Thư Kỳ và Mạc Văn Úy đảm nhận vai chính trong bộ phim Gác kiếm (có tên khác là Tịch dương thiên sứ) do hãng Columbia Pictures của Mỹ sản xuất riêng cho thị trường châu Á. Triệu Vy đã nói cảm tưởng khi đóng phim: "Quay Tịch dương thiên sứ vô cùng khổ cực, mỗi ngày đều đánh đánh giết giết, mà đều là đánh thật, nhưng không phải là kiểu khoa chân múa tay đơn giản. Đạo diễn Nguyên Khuê của chúng tôi vốn là một huấn luyện viên võ thuật. Qua phim tôi đã học được rất nhiều thứ, nhưng không dùng đến trong cuộc sống hàng ngày. Tạo hình trong phim của tôi rất tự nhiên, chân thực". (trích trong Từ điển điện ảnh - Tứ tiểu hoa đán). Bộ phim nhận được những đánh giá rất tốt.
Sau bộ phim Tân dòng sông ly biệt năm 2001, Triệu Vy bắt đầu lấn sang đóng phim điện ảnh. Năm 2003, cô tham gia 4 phim: Chế tạo bạn gái, Thiên địa anh hùng, Trà xanh và Ngọc Quan Âm. Ở mỗi phim, Triệu Vy đều đóng những vai khác nhau và đều rất thành công. Riêng bộ phim Ngọc Quan Âm là của đạo diễn Hứa An Hoa, một đạo diễn nổi tiếng của châu Á. Đạo diễn Hứa đã tìm kiếm rất cẩn thận người có thể đảm nhận vai nữ chính An Tâm trong phim, và cuối cùng bà đã chọn Triệu Vy. Trong phim, Triệu Vy đóng cặp với ca sĩ, diễn viên nổi tiếng Tạ Đình Phong của Hồng Kông. Vai diễn này đã tiếp tục khẳng định danh hiệu ngôi sao cho Triệu Vy. Cô đã nhận được rất nhiều lời khen ngợi cho vai diễn này. Trên báo Time Asia, Triệu Vy phát biểu: "Buổi sáng, khi tôi chuẩn bị diễn, đạo diễn Hứa nhìn rất chăm chú vào mặt và mắt của tôi để tôi tỉnh táo hay uể oải, mệt mỏi. Rồi bà nói 'Bác thấy rằng hôm qua cháu đã ngủ ngon'. Bác ấy rất hiểu về những diễn viên của mình, cứ như thể chúng tôi là những nhạc cụ chơi rất chính xác vậy". Năm 2004, Triệu Vy lồng tiếng công chúa Fiona trong bộ phim hoạt hình Shrek 2 bằng tiếng Trung. Sau đó, cô nhận được giải Nữ diễn viên xuất sắc nhất tại Liên hoan phim sinh viên Bắc Kinh lần thứ 11 cho vai diễn trong phim Thiên địa anh hùng, cho dù trong phim này, Triệu Vy chỉ có đúng 25 lời thoại. Năm 2005 là năm thực sự thành công đối với cô, khi cô được nhận giải Ảnh hậu tại Liên hoan phim quốc tế Thượng Hải và giải Diễn viên chính xuất sắc nhất trong Liên hoan phim Hoa Biểu cho vai diễn trong phim Tình nhân kết. Vẫn với vai diễn này, Triệu Vy tiếp tục nhận vai nữ diễn viên chính xuất sắc nhất trong Liên hoan phim Trường Xuân - Trung Quốc năm 2006. Năm 2004, sau bốn năm trời vắng bóng trên màn ảnh truyền hình, Triệu Vy hội ngộ khán giả màn ảnh nhỏ trong bộ phim Kinh hoa yên vân với vai diễn Diêu Mộc Lan. Khi so sánh vai diễn này với các vai diễn trước của cô, 80% khán giả đều thích vai diễn này hơn. Tại Liên hoan điện ảnh-truyền hình 2006, với vai diễn Diêu Mộc Lan cô lại ẵm giải "Nữ diễn viên truyền hình yêu thích nhất" - giải thưởng truyền hình sau 4 năm vắng bóng. Sau đó, Triệu Vy được xếp vị trí thứ 4 trong top những người Trung Quốc nổi tiếng của tạp chí Forbes. Cũng trong năm 2006, sau khi hoàn thành bộ phim Kinh hoa yên vân, cô tham gia 2 phim điện ảnh là Đêm Thượng Hải và Cuộc sống hậu hiện đại của dì tôi. Trong Đêm Thượng Hải, Triệu Vy vào vai một người lái taxi. Bộ phim sẽ được công chiếu vào năm 2007. Bên cạnh đó, bộ phim Cuộc sống hậu hiện đại của dì tôi cũng được đem tham dự nhiều liên hoan phim quốc tế, trong đó có Liên hoan phim quốc tế Toronto. Triệu Vy cũng nhận được giải Diễn viên phụ xuất sắc nhất với vai diễn trong phim tại giải Kim Mã.
Năm 2005, Triệu Vy tham gia kì thi tuyển nghiên cứu sinh cho hai chuyên ngành đạo diễn và diễn viên tại Học viện Điện ảnh Bắc Kinh, trường cũ của cô. Cô đạt số điểm rất ấn tượng, đặc biệt với một minh tinh nổi tiếng và vào nghề 10 năm mà vẫn thu được kết quả rất cao, chứng tỏ những câu bàn luận về Triệu Vy trước đây rất đúng - Triệu Vy rất ham học, đọc sách là niềm hứng thú của cô ấy. Sau khi thi đỗ, vào tháng 9 năm 2006, Triệu Vy nhập học khóa học đạo diễn như những sinh viên bình thường khác. Theo như nguồn tin do diễn viên, giảng viên Hoàng Lỗi: Triệu Vy sẽ được giữ lại giảng dạy tại Học viện Điện ảnh. Nhưng quyết định cuối cùng thuộc về Triệu Vy.
Hiện tại, Phim truyền hình "Cảm ơn anh đã từng yêu em" đã trình chiếu trên các Đài Trung Quốc, khiến rất nhiều bạn xem yêu thích. "Đêm Thượng Hải" đang công chiếu tại Trung Quốc với lượng vé rất đáng nể, Triệu Vy nói tạm biệt với biệt hiệu "thuốc độc phòng vé" - đây là câu mở đầu rất nhiều trang báo thời gian gần đây. Sắp tới sẽ trình chiếu tại Nhật Bản. Hi vọng sẽ tạo cơn sốt phòng vé như ở Trung Quốc. Với vai diễn xuất sắc Lâm Tịch, cô lại cũng nhận giải" Nữ diễn viên được yêu thích nhất" tại Liên hoan phim Sinh viên lần thứ 14 vừa rồi và " Nữ viễn viên xuất sắc" tại Liên hoan phim Quốc tế Thượng Hải lần 10.
Năm 2007, Triệu Vy lại có dịp thực hiện giấc mơ võ hiệp, một thể loại mà cô đã khá thành công. Năm 2007, cô tham gia phim điện ảnh Xích Bích với nguồn kinh phí lớn nhất lịch sử Hoa Ngữ hơn 80 triệu USD, do trụ sở điện ảnh Hollywood liên thủ với Tập đoàn điện ảnh Trung Quốc, tập đoàn Anh hoàng Hồng Kông và xí nghiệp phim Tử Cấm Thành Bắc Kinh, tập đoàn truyền thông Thành Đô cùng bỏ vốn đầu tư. Phim quy tụ hàng loạt ngôi sao tên tuổi như: Triệu Vy, Lương Triều Vĩ, Lâm Chí Linh,... Phim hiện đang gây xôn xao tại Trung Quốc...
Cuối năm 2012, Triệu Vy được giới truyền thông Đức ca ngợi là "Angelina Jolie châu Á". Tháng 5 năm 2013, Triệu Vy giành thắng lợi lớn cho Gửi thanh xuân, bộ phim đầu tay do cô đạo diễn. Phim đã thu được 350 triệu NDT, tương đương với 56,8 triệu USD.

### Âm nhạc
Năm 1999, Triệu Vy gia nhập làng âm nhạc và cho ra album dầu tiên mang tên Tiểu Yến Tử, trong đó bao gồm nhiều bài hát trong phim Hoàn Châu Cách Cách. Cùng năm, album thứ hai Ái tình đại ma chú được xuất bản. Năm 2001, Triệu Vy xuất bản album thứ 3 The last separation. Cả ba album này đều bán rất chạy ở Trung Quốc với số lượng hơn 3 triệu bản, nhưng lại không nhận được sự hưởng ứng từ các nhà phê bình. Trong album Tân dòng sông ly biệt, Triệu Vy đã thể hiện nhiều bài hát do nữ văn sĩ Quỳnh Dao viết lời. Trong bộ phim cùng tên, nhân vật Lục Y Bình mà cô đảm nhiệm cũng thể hiện rất nhiều bài hát.
Trong chương trình giao lưu ca nhạc Việt Nam - Trung Hoa "Sứ giả hữu nghị" vào tháng 12 năm 2001, Triệu Vy song ca với Đan Trường trong ca khúc nhạc phim "Tân dòng sông ly biệt" mang tựa đề Việt "Biệt khúc chờ nhau". Đây được xem là một màn trình diễn ấn tượng giữa hai giọng ca Việt - Trung.
Sau 3 năm vắng bóng trên thị trường âm nhạc để chú trọng cho việc đóng phim, năm 2004, Triệu Vy cho ra album thứ 6 với tiêu đề Phiêu. Triệu Vy coi album này như lời phản kháng của cô trước những tin đồn không hay. Cả các fan hâm mộ lẫn các nhà phê bình đều nhận thấy album mới đã thể hiện sự trưởng thành hơn và kĩ thuật hát cũng như sự biểu lộ cảm xúc của Triệu Vy tốt hơn. Trong album có rất nhiều bài hit như Dần dần, Ngày chủ nhật trời mưa. Album mới nhất của cô mang tên Song - nói về một Triệu Vy hai tính cách, một Triệu Vi trẻ trung, thời thượng, một Triệu Vy thanh nhã, tươi mới - với các bài đáng chú ý như Phần nhỏ bé, Tôi và Thượng Quan Yến, trong đó còn có bài Phát hiện, ca khúc chủ đề phim Kinh hoa yên vân.
Sự nghiệp ca hát của Triệu Vy bắt đầu tỏa sáng khi cô nhận được một loạt các giải thưởng lớn như trong album  Phiêu  ca khúc Dần Dần được bình chọn là ca khúc của năm 2004. Ca khúc Ngày chủ nhật mưa giúp Triệu Vy thắng đậm tại giải Tuyết Bích - Triệu Vy thắng lớn với 3 giải (giải Nghệ sĩ kiệt xuất toàn năng; giải Ca sĩ yêu thích nhất - do khán giả bình chọn, giải "10 ca khúc vàng" cho bài Chủ nhật trời mưa). Ngày 19 tháng 3 năm 2005, tại buổi lễ phát giải lần thứ 12 của Đông Phương Phong Vân Bảng, với ca khúc Dần Dần, Triệu Vy nhận 3 giải thưởng Top 10 Ca khúc vàng của năm, Video clip xuất sắc nhất và Biểu diễn sân khấu xuất sắc nhất, những thành tích đã đạt không làm mọi người ngạc nhiên nhưng điều khiến khán giả có mặt hôm đó kinh ngạc chính là cách tạo hình ấn tượng với mái tóc được làm xù lên. Album Song còn đem lại cho Triệu Vy nhiều thành công hơn, tại Bảng xếp hạng Top Trung Quốc Music Radio 2005, Triệu Vy thắng lớn với giải Nữ ca sĩ được yêu thích nhất khu vực đại lục, giải nhất ca khúc vàng 2005 với ca khúc Tôi và Thượng Quan Yến). Album Song của Triệu Vy đã lọt vào danh sách album nhạc của năm cùng với 26 album khác như: U87 của Trần Dịch Tấn, Gặp gỡ bất ngờ của Chu Tấn, Tiêu Bang tháng 11 của Chu Kiệt Luân, Một ngày hoàn mĩ của Tôn Yến Tư, Look của Lương Vịnh Kì, Tinh Chiến của Cổ Cự Cơ, Trọn một đêm của Lưu Nhược Anh... Sau đó, cô lại được nhận giải Nghệ sĩ được yêu thích nhất từ Trung Hoa đại lục của MTV châu Á. Với những giải thưởng lớn, có thể nói Triệu Vy hiện đang là nữ ca sĩ số 1 của Trung Quốc và trở thành hiện tượng độc của Trung Quốc lẫn châu Á.
Với những thành công mà hai Album "phiêu" và "song" đem lại, cô lại tiếp tục chuẩn bị cho ra mắt Album mới với sự hợp tác lần đầu với MBOX, bìa album được chụp tại Hàn Quốc, cảnh quay được tiến hành tại NewZealand, mang phong cách nhạc Jazz. Để chuẩn bị cho ra lò Album mới, MBOX đã không tiếc tiền đầu tư những khoản kếch xù cho ca sĩ Triệu Vy. Album cũng đánh dấu sự mở đầu cho sự nghiệp đạo diễn của Triệu Vy. Album được cô chỉ đạo theo như các nhân viên theo đoàn cho biết là rất tỷ mỉ, đặc sắc. Tạo hình cho Triệu Vy lần này là các nhân viên hoá trang nổi tiếng Hàn Quốc đã từng tạo hình cho Rain, Lương Triều Vỹ, Kim Hee Sun... Album còn có sự hợp tác bởi ca sĩ nổi tiếng Hàn Quốc JuJin,... Vừa rồi, ca khúc mở đầu album mang tên " Hành trang thiên sứ" đã chính thức trình làng mang lại một cảm giác mới cho khán giả, lập tức ca khúc có trong các Top nhạc của các trang nghe nhạc trên toàn Trung Quốc với tỉ suất nghe cao ngất ngưởng.

## Tranh cãi
Theo trang 163 tối 26/8/2021, tên "Triệu Vy" đã chính thức bị xóa khỏi các nền tảng video như Iqiyi, Tencent Video. Các bộ phim mà cô ta đóng chính như Hoàn Châu cách cách, Tân dòng sông ly biệt, Kinh hoa yên vân... cũng được cho là không thể tìm thấy trên Tencent Video. Những nền tảng trên chưa công bố lý do xóa tên những bộ phim mà Triệu Vy từng tham gia, nhưng  nhiều khán giả cho rằng các động thái trên có liên quan đến những scandal trong quá khứ của nữ diễn viên này. Từ giữa tháng 8 đến nay, hàng trăm nghìn khán giả Trung Quốc đã yêu cầu Triệu Vy rút lui khỏi giới giải trí. Trên Weibo của Triệu Vy, nhiều người vẫn còn nhắc lại scandal cô diện trang phục in hình cờ Nhật Bản vào năm 2001 (do người dân Trung Quốc lúc bấy giờ vẫn đang có tâm lý bài Nhật) hay bê bối gian lận kinh doanh vào năm 2018.
Triệu Vy từng nhiều lần hứng chịu làn sóng tẩy chay tại Trung Quốc. Năm 2016, cô ta bị chỉ trích do mời Đới Lập Nhẫn - người được cho là ủng hộ Đài Loan tách ra khỏi Trung Quốc - đóng phim Không còn tình yêu khác. Cô còn bị chỉ trích vì mời diễn viên Nhật Bản Mizuhara Kiko góp mặt trong dự án, dù Mizuhara Kiko từng đăng một bài viết có nội dung nhục mạ cộng đồng người Hoa. Sau đó, Triệu Vy xin lỗi khán giả vì không tìm hiểu kỹ trước khi chọn diễn viên, gây tổn thương tới công chúng. Phim Không còn tình yêu khác bị cấm sóng.

## Các phim đã tham gia

### Phim điện ảnh
| Năm  | Tên phim                                                                | Tên phim         | Đạo diễn                                    | Cast chính | Vai diễn                                  |
| Năm  | Tiếng Việt (tiếng Anh)                                                  | Tiếng Trung      | Đạo diễn                                    | Cast chính | Vai diễn                                  |
| ---- | ----------------------------------------------------------------------- | ---------------- | ------------------------------------------- | --- | ----------------------------------------- |
| 1994 | Họa hồn (A soul haunted by painting)                                    | 画魂             | Hoàng Thục Cần                              | Củng Lợi, Nhĩ Đông Thăng                                                                                       | Cung nữ, cameo                            |
| 1996 | Nữ nhi cốc (Penitentiary angel)                                         | 女儿谷           | Tạ Tấn                                      | Triệu Vy | Y tá Đinh Tịnh Nhi, vai chính             |
| 1996 | Đông cung Tây cung (East palace, West palace)                           | 东宫西宫         | Trương Nguyên                               | Hồ Quân, Si Han                                                                                                | Nữ học sinh váy trắng, khách mời đặc biệt |
| 1998 | Vua sư tử II: Niềm kiêu hãnh của Simba (The lion king 2: Simba's pride) |                  | Darrell Rooney                              | | Kiara, lồng tiếng (hoạt hình)             |
| 1999 | Duyên phận năm 2000 (Deja vu 2000)                                      | 缘, 妙不可言     | Tào Kiến Nam                                | Triệu Vy, Lý Ỷ Hồng, Ngô Kỳ Long, Hà Nhuận Đông                                                                | Vicki, vai chính                          |
| 2000 | Quyết chiến trên đỉnh Tử Cấm (The duel)                                 | 決戰紫禁之巔     | Lưu Vĩ Cường                                | Lưu Đức Hoa, Triệu Vy, Trịnh Y Kiện, Trương Gia Huy, Dương Cung Như, Hsin Tien                                 | Công chúa Phi Phượng, vai chính           |
| 2001 | Đội bóng Thiếu Lâm (Shaolin soccer)                                     | 少林足球         | Châu Tinh Trì, Trình Tiểu Đông              | Châu Tinh Trì, Ngô Mạnh Đạt                                                                                    | Cô gái bán bánh A Mai, vai phụ            |
| 2002 | Gác kiếm (So close)                                                     | 夕陽天使         | Viên Hòa Bình                               | Thư Kỳ, Triệu Vy, Mạc Văn Úy, Song Seung Hoon                                                                  | Nữ sát thủ Ái Quần, vai chính             |
| 2002 | Thiên hạ vô song (Chinese odyssey 2002)                                 | 天下無雙         | Lưu Trấn Vĩ                                 | Lương Triều Vỹ, Trương Chấn, Vương Phi, Triệu Vy                                                               | Lương Tiểu Muội, vai phụ                  |
| 2003 | Trà xanh (Green tea)                                                    | 绿茶             | Trương Nguyên                               | Khương Văn, Triệu Vy                                                                                           | Ngô Phương/ Lang Lang, vai chính          |
| 2003 | Thiên địa anh hùng (Warriors of heaven and earth)                       | 天地英雄         | He Ping                                     | Khương Văn, Nakai Kiichi, Vương Học Kỳ, Triệu Vy                                                               | Văn Châu, vai chính                       |
| 2003 | Chế tạo bạn gái (My dream girl)                                         | 炮製女朋友       | Hứa Vĩ Dân                                  | Trịnh Y Kiện, Triệu Vy                                                                                         | Trương Ninh, vai chính                    |
| 2003 | Ngọc Quan Âm (Jade Goddess of mercy)                                    | 玉观音           | Hứa An Hoa                                  | Triệu Vy, Tạ Đình Phong, Liễu Vân Long, Trần Kiến Bân, Tôn Hải Anh                                             | An Tâm/ Hà Yến Hồng, vai chính            |
| 2004 | Shrek 2                                                                 |                  | Andrew Adamson, Conrad Vernon, Kelly Asbury | | Công chúa Fiona, lồng tiếng (hoạt hình)   |
| 2005 | Tình nhân kết (A time to love)                                          | 情人结           | Hoắc Kiện Khởi                              | Triệu Vy, Lục Nghị                                                                                             | Khuất Nhiên, vai chính                    |
| 2006 | Cuộc sống hậu hiện tại của dì tôi (The postmodern life of my aunt)      | 姨妈的后现代生活 | Hứa An Hoa                                  | Châu Nhuận Phát, Tư Cầm Cao Oa                                                                                 | Lưu Đại Phàm, vai phụ                     |
| 2007 | Đêm Thượng Hải (The longest night in Shanghai)                          | 夜上海           | Trương Nhất Bạch                            | Triệu Vy, Masahiro Motoki, Quách Phẩm Siêu                                                                     | Lâm Tịch, vai chính                       |
| 2008 | Đại chiến Xích Bích (Red cliff)                                         | 赤壁 (上)        | Ngô Vũ Sâm                                  | Kim Thành Vũ, Lương Triều Vỹ, Trương Phong Nghị                                                                | Tôn Thượng Hương, vai phụ                 |
| 2008 | Họa bì (Painted skin)                                                   | 畫皮             | Trần Gia Thượng                             | Chân Tử Đan, Châu Tấn, Trần Khôn, Triệu Vy                                                                     | Bội Dung, vai chính                       |
| 2009 | Đại chiến Xích Bích 2 (Red cliff 2)                                     | 赤壁 (下)        | Ngô Vũ Sâm                                  | Kim Thành Vũ, Lương Triều Vỹ, Trương Phong Nghị                                                                | Tôn Thượng Hương, vai phụ                 |
| 2009 | Đại nghiệp kiến quốc (The founding of a Republic)                       | 建国大业         | Hàn Tam Bình, Hoàng Kiến Tân                | Trần Khôn, Trương Quốc Lập, Lưu Kính, Đường Quốc Cường                                                         | Nữ đại biểu hội nghị, khách mời           |
| 2009 | Hoa Mộc Lan (Mulan)                                                     | 花木兰           | Mã Sở Thành                                 | Triệu Vy, Trần Khôn                                                                                            | Hoa Mộc Lan, vai chính                    |
| 2010 | Cẩm y vệ (14 blades)                                                    | 錦衣衛           | Lý Nhân Cảng                                | Chân Tử Đan, Triệu Vy, Ngô Tôn                                                                                 | Kiều Hoa, vai chính                       |
| 2012 | Yêu (Love)                                                              | 愛               | Nữu Thừa Trạch                              | Triệu Vy, Thư Kỳ, Triệu Hựu Đình, Nguyễn Kinh Thiên, Trần Ý Hàm, Quách Thái Khiết, Bành Vu Yến, Nữu Thừa Trạch | Tiểu Diệp, vai chính                      |
| 2012 | Họa bì 2 (Painted skin: The resurrection)                               | 画皮2            | Ô Nhĩ Thiên                                 | Triệu Vy, Trần Khôn, Châu Tấn                                                                                  | Tịnh Công chúa, vai chính                 |
| 2013 | Gửi tuổi thanh xuân (So young)                                          | 致青春           | Triệu Vy                                    | Triệu Hựu Đình, Dương Tử San, Hàn Canh, Giang Sơ Ảnh                                                           | Đạo diễn                                  |
| 2014 | Con thân yêu (Dearest)                                                  | 亲爱的           | Trần Khả Tân                                | Triệu Vy, Đồng Đại Vỹ                                                                                          | Lý Hồng Cầm, vai chính                    |
| 2015 | 12 chú vịt vàng (12 golden ducks)                                       | 12金鸭           | Trâu Khải Quang                             | Ngô Quân Như                                                                                                   | Dì Mei (thời trẻ), khách mời              |
| 2015 | Khuấy đảo Hollywood (Hollywood adventures)                              | 横冲直撞好莱坞   | Tim Kendall                                 | Huỳnh Hiểu Minh, Triệu Vy, Đồng Đại Vỹ                                                                         | Vy Vy, vai chính                          |
| 2015 | Lạc lối ở Hồng Kông (Lost in Hong Kong)                                 | 港囧             | Từ Tranh                                    | Từ Tranh, Triệu Vy, Bao Bối Nhĩ                                                                                | Thái Ba, vai chính                        |
| 2016 | Tam nhân hành (Three)                                                   | 三人行           | Đỗ Kỳ Phong                                 | Cổ Thiên Lạc, Chung Hán Lương, Triệu Vy                                                                        | Đồng Sảnh, vai chính                      |
| 2019 | No.7 cherry lane                                                        | 繼園臺七號       | Yonfan                                      | | Meiling, lồng tiếng (hoạt hình)           |
| 2019 | Hai hổ (Two tigers)                                                     | 两只老虎         | Lý Phi                                      | Cát Ưu, Triệu Vy, Kiều Sam                                                                                     | Châu Nguyên, vai chính                    |

### Phim truyền hình
| Năm  | Tên phim                                                                  | Tên phim         | Đạo diễn             | Cast chính                                                                                  | Vai diễn                                       |
| Năm  | Tiếng Việt (tiếng Anh)                                                    | Tiếng Trung      | Đạo diễn             | Cast chính                                                                                  | Vai diễn                                       |
| ---- | ------------------------------------------------------------------------- | ---------------- | -------------------- | ------------------------------------------------------------------------------------------- | ---------------------------------------------- |
| 1996 | Chị em gái đến Bắc Kinh (Sisters in Beijing)                              |                  |                      |                                                                                             | Bạch Tiểu Tuyết, vai chính                     |
| 1997 | Đại ma phương (Da mo fang)                                                | 大魔方           | Dương Thi Quang      |                                                                                             | Y tá, vai phụ                                  |
| 1997 | Hoàn Châu cách cách (My fair princess)                                    | 還珠格格         | Tôn Thụ Bồi          | Trương Thiết Lâm, Triệu Vy, Lâm Tâm Như, Tô Hữu Bằng, Châu Kiệt, Phạm Bằng Băng             | Tiểu Yến Tử, vai chính                         |
| 1998 | Hoàn Châu cách cách 2 (My fair princess 2)                                | 還珠格格II       | Tôn Thụ Bồi, Lý Bình | Trương Thiết Lâm, Triệu Vy, Lâm Tâm Như, Tô Hữu Bằng, Châu Kiệt, Phạm Bằng Băng, Vương Diễm | Tiểu Yến Tử, vai chính                         |
| 1999 | Cô em họ Cát Tường (Bí mật ngôi nhà cổ - Old house has joy)               | 老房有喜         | Lại Kiến Quốc        | Triệu Vy, Tô Hữu Bằng                                                                       | Cát Tường, vai chính                           |
| 1999 | Khang Hy vi hành 2 - Quế Viên ký (Records of Kangxi's travel incognito 2) | 康熙微服私访记2  | Trương Tử Ân         | Trương Quốc Lập, Đặng Tiệp, Wu Jun                                                          | Nhạc Thanh Nhi, vai phụ                        |
| 2000 | Hiệp nữ phá Thiên Quan (Treasure venture)                                 | 俠女闖天關       | Chu Diên Bình        | Triệu Vy, Ngô Kỳ Long, Gu Mao Ping, Tào Tuấn                                                | Lục Kiếm Bình, Trần Tuệ Tâm (mẹ Lục Kiếm Bình) |
| 2000 | Tân dòng sông ly biệt (Romance in the rain)                               | 情深深雨蒙蒙     | Lý Bình              | Triệu Vy, Cổ Cự Cơ, Lâm Tâm Như, Tô Hữu Bằng, Lý Ngọc                                       | Lục Y Bình/ Bạch Mai Quế, vai chính            |
| 2005 | Kinh hoa yên vân (Moment in Peking)                                       | 京华烟云         | Trương Tử Ân         | Triệu Vy, Phan Việt Minh, Huỳnh Duy Đức, Trần Bảo Quốc                                      | Diêu Mộc Lan, vai chính                        |
| 2006 | Xa thần (Fast track love)                                                 | 车神             | Du Đạt Trí           | Lục Nghị, Triệu Vy, An Dĩ Hiên, Lý Uy                                                       | Kiêu Tiêu, vai chính                           |
| 2007 | Cảm ơn anh từng yêu em (Thank you for having loved me)                    | 谢谢你曾经爱过我 | Bác Đông Dục         | Triệu Vy, Châu Nhất Vi, Thỏa Tông Hoa, Tần Hải Lộ                                           | Vũ Vy, vai chính                               |
| 2009 | Sử thi một người con gái (An epic of a woman)                             | 一个女人的史诗   | Hạ Cương             | Triệu Vy, Lưu Diệp, Cảnh Điềm, Tôn Hải Anh                                                  | Điền Tô Phi, vai chính                         |
| 2015 | Mẹ hổ bố mèo (Tiger mom)                                                  | 虎妈猫爸         | Diêu Hiểu Phong      | Triệu Vy, Đồng Đại Vỹ, Kỷ Tư Hàm, Đổng Khiết                                                | Tất Thắng Nam, vai chính                       |
| 2020 | Nghe cô ấy nói (Hear her say)                                             | 听见她说         | Triệu Vy             | Bạch Bách Hà, Hác Lôi, Tề Khê, Vương Trí, Hề Mỹ Quyên, Dương Tử, Vịnh Mai, Dương Mịch       | Đạo diễn                                       |

## Giám khảo liên hoan phim
| Năm  | Liên hoan phim                                                                                                  | Cùng với |
| ---- | --- | --- |
| 2010 | Liên hoan phim quốc tế Thượng Hải (Shanghai International Film Festival) lần thứ 13                             | Ngô Vũ Sâm, Leos Carax, Amos Gitai, Bill Guttentag, Yōjirō Takita, Wang Xiaoshuai                                                   |
| 2016 | Liên hoan phim quốc tế Venice (Venice Film Festival) lần thứ 73                                                 | Sam Mendes, Lorenzo Vigas, Nina Hoss, Gemma Arterton, Laurie Anderson, Joshua Oppenheimer, Chiara Mastroianni, Giancarlo De Cataldo |
| 2017 | Liên hoan phim quốc tế Tokyo (Tokyo International Film Festival) lần thứ 30                                     | Tommy Lee Jones, Reza Mirkarimi, Martin Provost, Masatoshi Nagase                                                                   |
| 2018 | Vòng chung kết Giải thưởng Hiệp hội Đạo diễn Điện ảnh Trung Quốc (China Film Director's Guild Awards) lần thứ 9 | Trương Nghệ Mưu, Lý Thiếu Hồng |

## Album phòng thu đã phát hành
- 1999: Tiểu Yến Tử (小燕子) - Swallow
- 1999: Ái tình đại ma chú (爱情大魔咒) - Magic of Love
- 2001: Tối hậu nhất thứ phân thủ (最后一次分手)
- 2004: Phiêu (飘) - Afloat
- 2005: Song (双) - Double
- 2007: Hành trang thiên sứ (天使旅行箱) - Angel's Suitcase
- 2009: Ngã môn đô thị đại đạo diễn (我们都是大导演)

## Chương trình truyền hình
| Năm  | Chương trình                  | Vai trò            | Với                                                        |
| ---- | ----------------------------- | ------------------ | ---------------------------------------------------------- |
| 2013 | China's got talent (mùa 5)    | Giám khảo          | Tô Hữu Bằng, Lưu Diệp, Wang Wei-chung                      |
| 2017 | Nhà hàng Trung Hoa (mùa 1)    | Thành viên cố định | Huỳnh Hiểu Minh, Châu Đông Vũ, Trương Lượng, Cần Mộng Giai |
| 2018 | Nhà hàng Trung Hoa (mùa 2)    | Thành viên cố định | Tô Hữu Bằng, Thư Kỳ, Vương Tuấn Khải, Bạch Cử Cương        |
| 2019 | Diễn viên mời vào chỗ (mùa 1) | Giám khảo          | Trần Khải Ca, Quách Kính Minh, Lý Thiếu Hồng               |
| 2020 | Diễn viên mời vào chỗ (mùa 2) | Giám khảo          | Trần Khải Ca, Quách Kính Minh, Lý Thiếu Hồng               |

## Giải thưởng

### Giải thưởng điện ảnh
| Năm  | Tên giải thưởng | Hạng mục                                                      | Tác phẩm                                          | Đề cử/ Đoạt giải |
| ---- | --- | ------------------------------------------------------------- | ------------------------------------------------- | ---------------- |
| 2002 | Giải Kim Mã (Golden Horse Awards) lần thứ 39                                                                             | Nữ diễn viên phụ xuất sắc nhất                                | Thiên hạ vô song                                  | Đề cử            |
| 2002 | Liên hoan phim châu Á - Thái Bình Dương (Asia Pacific Film Festival)                                                     | Nữ diễn viên phụ xuất sắc nhất                                | Thiên hạ vô song                                  | Đề cử            |
| 2004 | Giải Bách Hoa (Hundred Flowers Award) lần thứ 27                                                                         | Nữ diễn viên chính xuất sắc nhất                              | Thiên địa anh hùng                                | Đề cử            |
| 2004 | Chinese Film Media Awards lần thứ 4                                                                                      | Nghệ sĩ được yêu thích nhất (Trung Quốc đại lục)              | Trà xanh, Ngọc Quan Âm                            | Đoạt giải        |
| 2004 | Liên hoan phim Sinh viên Bắc Kinh (Beijing College Student Film Festival) lần thứ 11                                     | Nữ diễn viên được yêu thích nhất                              | Thiên địa anh hùng                                | Đoạt giải        |
| 2005 | Liên hoan phim quốc tế Thượng Hải (Shanghai International Film Festival) lần thứ 8 - Giải Kim Tước (Golden Goblet Award) | Nữ diễn viên chính xuất sắc nhất                              | Tình nhân kết                                     | Đoạt giải        |
| 2005 | Giải Hoa Biểu (Huabiao Awards) lần thứ 11                                                                                | Nữ diễn viên chính xuất sắc nhất                              | Tình nhân kết                                     | Đoạt giải        |
| 2005 | Giải Kim Phượng Hoàng (Golden Phoenix Awards) lần thứ 10                                                                 | Society Award for Actress                                     | Ngọc Quan Âm                                      | Đoạt giải        |
| 2006 | Giải Kim Mã (Golden Horse Awards) lần thứ 43                                                                             | Nữ diễn viên phụ xuất sắc nhất                                | Cuộc sống hậu hiện tại của dì tôi                 | Đề cử            |
| 2006 | Liên hoan phim Trường Xuân (Changchun Film Festival) lần thứ 8                                                           | Nữ diễn viên chính xuất sắc nhất                              | Tình nhân kết                                     | Đoạt giải        |
| 2007 | Liên hoan phim quốc tế Thượng Hải (Shanghai International Film Festival) lần thứ 10                                      | Press Prize for Most Attractive Actress                       | Đêm Thượng Hải                                    | Đoạt giải        |
| 2007 | Liên hoan phim Sinh viên Bắc Kinh (Beijing College Student Film Festival) lần thứ 14                                     | Nữ diễn viên được yêu thích nhất                              | Đêm Thượng Hải, Cuộc sống hậu hiện tại của dì tôi | Đoạt giải        |
| 2008 | Giải thưởng Điện ảnh Hồng Kông - Kim Tượng (Hong Kong Film Awards) lần thứ 27                                            | Nữ diễn viên phụ xuất sắc nhất                                | Cuộc sống hậu hiện tại của dì tôi                 | Đề cử            |
| 2009 | Giải Kim Kê (Golden Rooster Awards) lần thứ 27                                                                           | Nữ diễn viên chính xuất sắc nhất                              | Họa bì                                            | Đề cử            |
| 2009 | Giải thưởng Điện ảnh Hồng Kông - Kim Tượng (Hong Kong Film Awards) lần thứ 28                                            | Nữ diễn viên phụ xuất sắc nhất                                | Đại chiến Xích Bích                               | Đề cử            |
| 2009 | Giải thưởng Điện ảnh châu Á (Asian Film Awards)                                                                          | Nữ diễn viên chính xuất sắc nhất                              | Họa bì                                            | Đề cử            |
| 2009 | Giải Kim Phượng Hoàng (Golden Phoenix Awards) lần thứ 12                                                                 | Special Jury Award                                            | Đại chiến Xích Bích, Họa Bì, Đêm Thượng Hải       | Đoạt giải        |
| 2009 | Vietnam DAN Movie Awards                                                                                                 | Nữ diễn viên được yêu thích nhất                              | Họa bì                                            | Đoạt giải        |
| 2010 | Giải Bách Hoa (Hundred Flowers Award) lần thứ 30                                                                         | Nữ diễn viên chính xuất sắc nhất                              | Hoa Mộc Lan                                       | Đoạt giải        |
| 2010 | Giải thưởng Điện ảnh Hồng Kông - Kim Tượng (Hong Kong Film Awards) lần thứ 29                                            | Nữ diễn viên chính xuất sắc nhất                              | Hoa Mộc Lan                                       | Đề cử            |
| 2010 | Giải thưởng Điện ảnh Hồng Kông - Kim Tượng (Hong Kong Film Awards) lần thứ 29                                            | Nữ diễn viên phụ xuất sắc nhất                                | Đại chiến Xích Bích 2                             | Đề cử            |
| 2010 | Liên hoan phim Trường Xuân (Changchun Film Festival) lần thứ 10                                                          | Nữ diễn viên chính xuất sắc nhất                              | Hoa Mộc Lan                                       | Đoạt giải        |
| 2010 | Liên hoan phim Sinh viên Bắc Kinh (Beijing College Student Film Festival) lần thứ 17                                     | Nữ diễn viên được yêu thích nhất                              | Cẩm y vệ                                          | Đoạt giải        |
| 2010 | Giải thưởng Hiệp hội Phê bình Phim Thượng Hải (Shanghai Film Critics Awards)                                             | Nữ diễn viên chính xuất sắc nhất                              | Hoa Mộc Lan, Cẩm y vệ                             | Đoạt giải        |
| 2010 | Chunyan Awards | Nữ diễn viên chính xuất sắc nhất - Điện ảnh                   | Họa bì                                            | Đoạt giải        |
| 2010 | Vietnam DAN Movie Awards                                                                                                 | Nữ diễn viên được yêu thích nhất                              | Hoa Mộc Lan                                       | Đoạt giải        |
| 2011 | Liên hoan phim Nông dân Trung Quốc (China Farmers Film Festival) lần thứ 4                                               | Nữ diễn viên được yêu thích nhất                              | Cẩm y vệ                                          | Đoạt giải        |
| 2012 | Liên hoan phim sinh viên Quảng Châu (Guangzhou Student Film Festival)                                                    | Nữ diễn viên được yêu thích nhất                              | Họa Bì 2                                          | Đoạt giải        |
| 2013 | Giải Kim Kê (Golden Rooster Awards) lần thứ 29                                                                           | Đạo diễn đầu tay xuất sắc nhất                                | Gửi tuổi thanh xuân                               | Đoạt giải        |
| 2013 | Giải Kim Mã (Golden Horse Awards) lần thứ 50                                                                             | Đạo diễn mới xuất sắc nhất                                    | Gửi tuổi thanh xuân                               | Đề cử            |
| 2013 | Giải Hoa Biểu (Huabiao Awards) lần thứ 11                                                                                | Outstanding Youth Filmmaking                                  | Gửi tuổi thanh xuân                               | Đoạt giải        |
| 2013 | Giải Hoa Đỉnh (Huading Awards) lần thứ 9                                                                                 | Đạo diễn mới xuất sắc nhất                                    | Gửi tuổi thanh xuân                               | Đề cử            |
| 2013 | Giải thưởng Hiệp hội Phê bình Phim Thượng Hải (Shanghai Film Critics Awards)                                             | Đạo diễn mới xuất sắc nhất                                    | Gửi tuổi thanh xuân                               | Đoạt giải        |
| 2013 | Diễn đàn phim ảnh thế hệ trẻ Trung Quốc (Chinese Young Generation Film Forum)                                            | Đạo diễn mới của năm                                          | Gửi tuổi thanh xuân                               | Đoạt giải        |
| 2013 | Vietnam DAN Movie Awards                                                                                                 | Nữ diễn viên chính xuất sắc nhất                              | Họa Bì 2                                          | Đoạt giải        |
| 2013 | Liên hoan phim Trung Quốc New York (New York Chinese Film Festival)                                                      | Nghệ sỹ châu Á nổi bật                                        |                                                   | Đoạt giải        |
| 2013 | Liên hoan phim sinh viên Quảng Châu (Guangzhou Student Film Festival)                                                    | Đạo diễn được yêu thích nhất                                  | Gửi tuổi thanh xuân                               | Đoạt giải        |
| 2013 | Liên hoan phim Trung Mỹ (Chinese American Film Festival)                                                                 | Đạo diễn xuất sắc nhất                                        | Gửi tuổi thanh xuân                               | Đoạt giải        |
| 2014 | Giải Bách Hoa (Hundred Flowers Award) lần thứ 32                                                                         | Đạo diễn xuất sắc nhất (Đạo diễn trẻ nhất đạt giải, 38 tuổi)  | Gửi tuổi thanh xuân                               | Đoạt giải        |
| 2014 | Giải thưởng Điện ảnh Hồng Kông - Kim Tượng (Hong Kong Film Awards) lần thứ 34                                            | Nữ diễn viên chính xuất sắc nhất                              | Con thân yêu                                      | Đoạt giải        |
| 2014 | Giải Kim Mã (Golden Horse Awards) lần thứ 51                                                                             | Nữ diễn viên chính xuất sắc nhất                              | Con thân yêu                                      | Đề cử            |
| 2014 | Giải thưởng Hiệp hội Phê bình Phim Hồng Kông (Hong Kong Film Critics Society Awards) lần thứ 21                          | Nữ diễn viên chính xuất sắc nhất                              | Con thân yêu                                      | Đoạt giải        |
| 2014 | Liên hoan phim Trung Mỹ (Chinese American Film Festival)                                                                 | Nữ diễn viên chính xuất sắc nhất                              | Con thân yêu                                      | Đoạt giải        |
| 2015 | Giải Kim Kê (Golden Rooster Awards) lần thứ 30                                                                           | Nữ diễn viên chính xuất sắc nhất                              | Con thân yêu                                      | Đề cử            |
| 2015 | Giải thưởng Điện ảnh châu Á (Asian Film Awards)                                                                          | Nữ diễn viên chính xuất sắc nhất                              | Con thân yêu                                      | Đề cử            |
| 2015 | Giải Hoa Đỉnh (Huading Awards) lần thứ 16                                                                                | Nữ diễn viên chính xuất sắc nhất                              | Con thân yêu                                      | Đoạt giải        |
| 2015 | Liên hoan phim Sinh viên Bắc Kinh (Beijing College Student Film Festival) lần thứ 22                                     | Nữ diễn viên chính xuất sắc nhất                              | Con thân yêu                                      | Đoạt giải        |
| 2015 | Chinese Film Media Awards lần thứ 15                                                                                     | Nữ diễn viên chính xuất sắc nhất                              | Con thân yêu                                      | Đoạt giải        |
| 2015 | Chinese Film Media Awards lần thứ 15                                                                                     | Infinity Award: Thành tựu nổi bật trong diễn xuất và đạo diễn |                                                   | Đoạt giải        |
| 2015 | Chinese Cinephile Society Awards                                                                                         | Nữ diễn viên chính xuất sắc nhất                              | Con thân yêu                                      | Đoạt giải        |
| 2016 | Giải Bách Hoa (Hundred Flowers Award) lần thứ 33                                                                         | Nữ diễn viên chính xuất sắc nhất                              | Con thân yêu                                      | Đề cử            |

### Giải thưởng truyền hình
| Năm  | Tên giải thưởng                                                                          | Hạng mục                                                    | Tác phẩm            | Đoạt giải/ Đề cử |
| ---- | ---------------------------------------------------------------------------------------- | ----------------------------------------------------------- | ------------------- | ---------------- |
| 1999 | Giải thưởng Phim truyền hình Kim Ưng Trung Quốc (China TV Golden Eagle Award) lần thứ 17 | Nữ diễn viên chính xuất sắc nhất (Youngest winner, 23 tuổi) | Hoàn Châu cách cách | Đoạt giải        |
| 2006 | Liên hoan phim Truyền hình (China TV Drama Awards) lần thứ 2                             | Diễn viên nữ được yêu thích nhất                            | Kinh hoa yên vân    | Đoạt giải        |
| 2006 | Top 10 Nữ nghệ sĩ Trung Quốc                                                             | No.1                                                        | Kinh hoa yên vân    | Đoạt giải        |
| 2007 | Giải Phi Tiên (Flying Apsaras Awards) lần thứ 26                                         | Outstanding Actress                                         | Kinh hoa yên vân    | Đề cử            |
| 2015 | Giải thưởng Truyền hình châu Á (Asian Television Awards)                                 | Nữ diễn viên chính xuất sắc nhất                            | Mẹ hổ, bố mèo       | Đề cử            |
| 2015 | Giải Hoa Đỉnh (Huading Awards) lần thứ 17                                                | Nữ diễn viên chính xuất sắc nhất                            | Mẹ hổ, bố mèo       | Đề cử            |

### Giải thưởng âm nhạc
| Năm  | Tên giải thưởng                                        | Hạng mục                                                    | Tác phẩm                                                                |
| ---- | ------------------------------------------------------ | ----------------------------------------------------------- | ----------------------------------------------------------------------- |
| 1999 | Metro Radio Hong Kong Hit Awards                       | Most Popular Singer                                         | Album Tiểu Yến Tử                                                       |
| 1999 | RTHK Top 10 Gold Songs Awards lần thứ 22               | Giải Bài hát tiếng Quan Thoại xuất sắc (giải Đồng)          | Album Tiểu Yến Tử                                                       |
| 1999 | Giải thưởng Âm nhạc Đặc biệt                           | Ca sĩ tiềm năng                                             |                                                                         |
| 1999 | Giải Phát thanh từ xa                                  | Ca sĩ được yêu thích nhất                                   |                                                                         |
| 2000 | TVB8 Golden Song Awards                                | Best Music Video                                            | Album Ái tình đại ma chú                                                |
| 2002 | Giải Âm nhạc Phong Vân Bảng (Top Chinese Music Awards) | Bài hát chủ đề hay nhất phim điện ảnh hoặc phim truyền hình | 情深深雨濛濛 - Tình thâm thâm vũ mông mông (phim Tân dòng sông ly biệt) |
| 2004 | Giải thưởng Âm nhạc Pepsi lần thứ 5                    | Nữ ca sĩ được yêu thích nhất (Trung Quốc đại lục)           |                                                                         |
| 2005 | Asia Pacific Music Awards                              | Bài hát hay nhất của năm                                    | Album Phiêu                                                             |
| 2005 | ERC Chinese Top Ten Awards lần thứ 12                  | Top 10 Golden Melody                                        | 渐渐 - Gradually (album Phiêu)                                          |
| 2005 | ERC Chinese Top Ten Awards lần thứ 12                  | Best Music Video                                            | 渐渐 - Gradually (album Phiêu)                                          |
| 2005 | ERC Chinese Top Ten Awards lần thứ 12                  | Best Stage Performance                                      |                                                                         |
| 2005 | Music Radio China Top Chart Awards                     | Nữ nghệ sỹ được yêu thích nhất                              | Nữ nghệ sỹ được yêu thích nhất                                          |
| 2005 | Music Radio China Top Chart Awards                     | Bài hát hay nhất của năm                                    | 渐渐 - Gradually (album Phiêu)                                          |
| 2005 | Sprite China Original Music Chart Awards               | Nghệ sĩ toàn diện xuất sắc nhất                             | Album Phiêu                                                             |
| 2005 | Sprite China Original Music Chart Awards               | Nghệ sĩ được yêu thích trên mạng                            | Album Phiêu                                                             |
| 2005 | Sprite China Original Music Chart Awards               | Bài hát hay nhất của năm                                    | 一直下雨的星期天 - Rainning Sunday (album Phiêu)                        |
| 2005 | Giải Âm nhạc Phong Vân Bảng (Top Chinese Music Awards) | Nghệ sỹ được yêu thích nhất (Trung Quốc đại lục)            | Album Phiêu                                                             |
| 2005 | Giải Âm nhạc Phong Vân Bảng (Top Chinese Music Awards) | Top 10 Golden Song of the Year                              | 渐渐 - Gradually (album Phiêu)                                          |
| 2005 | Giải Âm nhạc Phong Vân Bảng (Top Chinese Music Awards) | Top 10 Golden Song of the Year                              | 一直下雨的星期天 - Rainning Sunday (album Phiêu)                        |
| 2006 | Beijing Pop Music Awards                               | Bài hát hay nhất của năm                                    | Album Hành trang thiên sứ                                               |
| 2006 | Giải thưởng MTV châu Á (MTV Asia Awards)               | Nghệ sỹ được yêu thích nhất (Trung Quốc đại lục)            | Album Song                                                              |
| 2006 | Channel [V] China Music Awards                         | Nữ nghệ sỹ được yêu thích nhất                              | Album Song                                                              |
| 2006 | Channel [V] China Music Awards                         | Best Music Video                                            | Album Song                                                              |
| 2006 | ERC Chinese Top Ten Awards lần thứ 13                  | Nữ nghệ sỹ được yêu thích nhất                              | Album Song                                                              |
| 2006 | ERC Chinese Top Ten Awards lần thứ 13                  | Top 10 Golden Melody                                        | 我和上官燕 - Shangguan Yan and I (album Song)                           |
| 2006 | Music Radio China Top Chart Awards                     | Nữ nghệ sỹ được yêu thích nhất                              | Album Song                                                              |
| 2006 | Music Radio China Top Chart Awards                     | Bài hát hay nhất của năm                                    | 我和上官燕 - Shangguan Yan and I (album Song)                           |
| 2007 | Liên hoan Bài hát Châu Á (Asia Song Festival)          | Nghệ sỹ được yêu thích nhất (Trung Quốc đại lục)            | Album Hành trang thiên sứ                                               |
| 2008 | Music Radio China Top Chart Awards                     | Album hay nhất                                              | Album Hành trang thiên sứ                                               |
| 2008 | Music Radio China Top Chart Awards                     | Nghệ sĩ toàn diện xuất sắc nhất                             | Album Hành trang thiên sứ                                               |
| 2008 | Music Radio China Top Chart Awards                     | Bài hát hay nhất của năm                                    | 天使旅行箱 - Hành trang thiên sứ (album Hành trang thiên sứ)            |
| 2008 | Sprite China Original Music Chart Awards               | Bài hát hay nhất của năm                                    | 天使旅行箱 - Hành trang thiên sứ (album Hành trang thiên sứ)            |
| 2008 | Giải Âm nhạc Phong Vân Bảng (Top Chinese Music Awards) | Nữ nghệ sỹ xuất sắc nhất (Trung Quốc đại lục)               | Album Hành trang thiên sứ                                               |
| 2009 | Channel [V] China Music Awards                         | Song ca nam nữ hay nhất                                     | Bài Good Man Card                                                       |

### Giải thưởng khác
| Năm  | Giải thưởng |
| ---- | --- |
| 1998 | Top 10 nghệ sĩ nổi tiếng nhất trong làng giải trí truyền hình (Đài Loan)                                                                        |
| 2000 | Top 10 nghệ sỹ phim điện ảnh và truyền hình nổi tiếng nhất                                                                                      |
| 2000 | Tạp chí Times Movies/TVs và cuộc khảo sát trên kênh âm nhạc MTV: Ca sĩ được yêu thích nhất                                                      |
| 2000 | Top 10 nghệ sĩ của năm |
| 2000 | Thần tượng được yêu thích nhất tại Trung Quốc, Hồng Kông, Đài Loan                                                                              |
| 2001 | Top 10 người mẫu đem lại doanh thu cao nhất (quảng cáo cho Red Earth và Amoisonic Mobile Phone)                                                 |
| 2001 | Đứng thứ 2 trong Top 10 nữ hoàng quảng cáo của năm                                                                                              |
| 2002 | Giải thưởng Nghệ sĩ Trung Quốc cho sự nổi tiếng khắp cả nước trong lĩnh vực giải trí truyền hình                                                |
| 2003 | Giải thưởng trẻ Lycra Channel: Nghệ sĩ thời trang nhất khu vực Trung Quốc đại lục                                                               |
| 2003 | MTV - Trung Quốc: Diễn viên phong cách nhất |
| 2004 | Giải thưởng Pierre Cardin |
| 2004 | Giải phong cách MTV: Nữ nghệ sĩ đa tài nhất của năm                                                                                             |
| 2004 | Giải thưởng của mạng giải trí Sina 2004: Diễn viên nổi tiếng nhất                                                                               |
| 2005 | Giải thưởng thời trang Trung Quốc (China Fashion Awards - CFA): Ca sĩ phong cách và diễn viên phong cách                                        |
| 2007 | Đứng thứ 2 trong danh sách người phụ nữ thành công nhất Trung Quốc, do mạng Sohu.com và tạp chí thời trang Bazzar bình chọn.                    |
| 2007 | Lễ vinh danh những tấm lòng vàng ủng hộ từ thiện tổ chức tại Thượng Hải đêm 11/3: Ngôi sao có tầm ảnh hưởng lớn nhất đối với hoạt động từ thiện |

## Bình chọn từ tạp chí
| Năm  | Tạp chí                | Hạng mục                                                   | Thứ hạng |
| ---- | ---------------------- | ---------------------------------------------------------- | -------- |
| 2000 | Popular TV             | Top 10 người nổi tiếng                                     | 02       |
| 2002 | FHM Singapore          | 100 người phụ nữ quyến rũ nhất thế giới                    | 02       |
| 2003 | FHM Singapore          | 100 người phụ nữ quyến rũ nhất thế giới                    | 15       |
| 2003 | FHM Thailand           | 100 người phụ nữ quyến rũ nhất thế giới                    | 10       |
| 2004 | FHM Singapore          | 100 người phụ nữ quyến rũ nhất thế giới                    | 02       |
| 2004 | FHM Thailand           | 100 người phụ nữ quyến rũ nhất thế giới                    | 03       |
| 2004 | Forbes                 | Forbes China Celebrity 100                                 | 03       |
| 2004 | Sirens of Cinema       | Diễn viên quốc tế của năm                                  |          |
| 2005 | Forbes                 | Forbes China Celebrity 100                                 | 04       |
| 2005 | FHM Thailand           | 100 người phụ nữ quyến rũ nhất thế giới                    | 15       |
| 2006 | Forbes                 | Forbes China Celebrity 100                                 | 04       |
| 2006 | People                 | 100 Most Beautiful People                                  |          |
| 2008 | Forbes                 | Forbes China Celebrity 100                                 | 07       |
| 2009 | Forbes                 | Forbes China Celebrity 100                                 | 07       |
| 2013 | Forbes                 | Forbes China Celebrity 100                                 | 80       |
| 2013 | China Screen           | Diễn viên của năm 2012                                     |          |
| 2013 | Southern People Weekly | Youth Leadership of the Year                               |          |
| 2014 | Forbes                 | Forbes China Celebrity 100                                 | 22       |
| 2014 | China Screen           | Đạo diễn của năm 2013                                      |          |
| 2014 | Ren Wu magazine        | People of the Year 2013                                    |          |
| 2015 | Forbes                 | Forbes China Celebrity 100                                 | 07       |
| 2015 | China Screen           | Diễn viên của năm 2014                                     |          |
| 2015 | Fortune                | New Fortune 500 người Trung Quốc giàu nhất                 | 393      |
| 2016 | Rupert Hoogewerf       | Danh sách người giàu Trung Quốc                            | 548      |
| 2017 | Forbes                 | Forbes China Celebrity 100                                 | 28       |
| 2017 | China Screen           | Top ngôi sao phòng vé                                      |          |
| 2018 | Rupert Hoogewerf       | Danh sách người giàu thế giới                              | 2545     |
| 2018 | Rupert Hoogewerf       | Danh sách phụ nữ giàu có trên thế giới bắt đầu từ con số 0 | 100      |